# Hans-Bert Matoul
Hans-Bert Matoul (* 2. Juni 1945 in Langeln; † 17. August 2025 in Wernigerode) war ein deutscher Fußballspieler und späterer -trainer. In der höchsten Spielklasse des DDR-Fußballs, der Oberliga, spielte er für die BSG Chemie Leipzig und den 1. FC Lokomotive Leipzig.

## Sportliche Laufbahn

### Gemeinschafts- und Clubstationen
Der Stürmer Hans-Bert Matoul, der 1955 mit dem Fußballspielen begann, startete seine Oberligakarriere bei der BSG Chemie Leipzig. Nach Leipzig-Leutzsch war er auf Drängen Alfred Kunzes aus der Kreisklasse gewechselt. Nach seinem Debüt am ersten Rückrundenspieltag der Spielzeit 1965/66 bestritt die junge Offensivkraft alle weiteren zwölf Saisonspiele und trug sich dabei für die Chemie-Elf fünfmal in die Torschützenliste ein.
Im FDGB-Pokal-Finale des Frühjahrs 1966 erzielte er das goldene Tor zum 1:0-Sieg gegen die BSG Lokomotive Stendal. Bis 1971 bestritt er 82 Oberligaspiele, in denen er 22 Tore erzielte. Während seiner Zeit bei der NVA zwischen Herbst 1968 und Frühjahr 1970 lief er für die BSG Motor Dessau auf. In der Saison 1969/70 kam er mit 20 Treffern für die Dessauer auf Platz 2 der Torjägerliste der drittklassigen Bezirksliga Halle ein.
Seine beste Zeit, obwohl anfangs mit den neuen Bedingungen im Umfeld kämpfend, erlebte er nach seinem Wechsel zum Lokalrivalen 1. FC Lokomotive Leipzig im Sommer 1971. Der 1,83 Meter große Angreifer erzielte in 76 Spielen insgesamt 39 Tore und wurde in der Saison 1973/74 mit 20 Treffern Torschützenkönig der DDR-Oberliga. Dabei erzielte Matoul beim 7:0-Auswärtssieg gegen Energie Cottbus am 13. Oktober 1973 fünf Tore.  Außerdem stand er mit Lok im Pokalfinale 1973 sowie im UEFA-Cup-Halbfinale 1973/74.
Als 1974 sein Vater Hans, der ihm auch zum Fußball gebracht hatte, aus gesundheitlichen Gründen seinen Beruf nicht mehr ausüben konnte, beendete Hans-Bert Matoul überraschend nach 158 Einsätzen mit 61 Toren seine Erstligakarriere. Denn im Gegenzug übernahm der gelernte Konditormeister die vom Vater im Heimatort Langeln betriebene Bäckerei. Er spielte dort, nun ohne Aussicht auf weitere internationale Partien, wieder bei der BSG Traktor im lokalen Maßstab. Im März 1976 wechselte zum regional in Staffel C antretenden Zweitligisten BSG Einheit Wernigerode. Mit den Harzstädtern spielte er bis 1980 in der Liga, wobei er zum Schluss meist als Abwehrspieler eingesetzt wurde.

### Auswahleinsätze
In der Vorbereitung auf die WM 1974 bestritt Matoul drei Länderspiele für die DDR-A-Nationalmannschaft. Am 26. Februar 1974 debütierte er gegen Tunesien in Tunis (4:0), zwei Tage später in Algier schoss er gegen Algerien das zwischenzeitliche 2:0 per Elfmeter (Endstand 3:1). Sein letztes Länderspiel absolvierte er am 13. März 1974 im Friedrich-Ludwig-Jahn-Sportpark in Ost-Berlin beim 1:0-Sieg über Belgien. Für die WM-Endrunde in der Bundesrepublik Deutschland wurde er nicht nominiert, nachdem er noch zum vorläufigen Aufgebot gehört hatte.

## Trainerlaufbahn
Nachdem die BSG Einheit Wernigerode 1980 in die Bezirksliga abgestiegen war, beendete Matoul seine Spielerkarriere und übernahm bei dieser Gemeinschaft den Trainerposten. 1981 führte er die Mannschaft wieder in die DDR-Liga zurück. Bis zur Neustrukturierung der Liga 1984 mit nunmehr zwei statt bisher fünf Staffeln blieb die Elf von der Nordostflanke des Harzes zweitklassig.

## Weiterer Werdegang
Nach der Gründung des FC Sachsen Leipzig 1990 galt Hans-Bert Matoul als ernsthafter Kandidat für den Trainerposten, ihm wurde aber schließlich Jimmy Hartwig vorgezogen. Danach wurde es ruhiger um seine Person. Er lebte später in Wernigerode und war seit 1999 diplomierter Wirtschaftswissenschaftler. Mitte August 2025 verstarb der frühere Nationalspieler im Alter von 80 Jahren.